# Akbar To'rayev
Akbar To'rayev (Tashkent, 27 agosto 1989) è un calciatore uzbeko, portiere del Neftchi Fergana.

## Carriera

### Club
Ha sempre giocato nel campionato uzbeko.

### Nazionale
Ha esordito in Nazionale nel 2014.